# Родина (Свердловская область)
Родина — деревня в Пышминском городском округе Свердловской области России.

## Географическое положение
Деревня Родина расположена в 27 километрах (по дорогам в 29 километрах) к югу от посёлка Пышма, на левом берегу реки Дерней (правого притока реки Пышмы), напротив устья реки Ключик. На Ключике и противоположном берегу Дернея расположена деревня Горушки. Родина примыкает к селу Четкарину и к деревне Сысковой, расположенным северо-западнее и юго-восточнее соответственно, в левобережье реки Дерней.

## Население
| 2002 | 2010 | 2021 |
| ---- | ---- | ---- |
| 538  | ↘482 | ↘471 |